# Martin Trumler

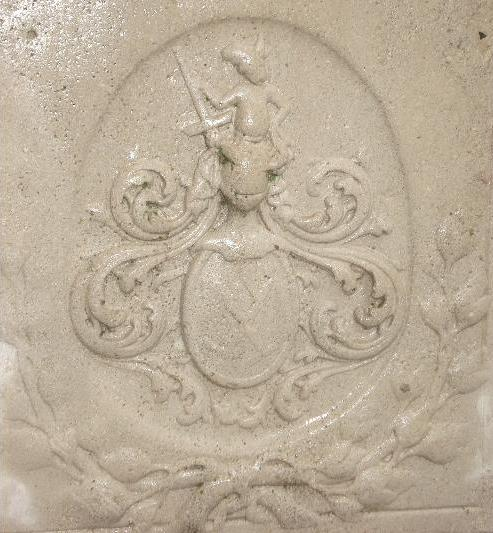
Epitaph Martin Trumler, 1705 mit Freimaurer-Symbol

Martin Trumler (* 1651 im Bezirk Como, Italien; † 20. März 1705 in Kaisersteinbruch, Ungarn, heute Burgenland) war ein italienischer Steinmetzmeister des Barocks.

## Leben
Martin Trumler wurde 1665 Lehrling beim Steinmetzmeister Ambrosius Ferrethi im kaiserlichen Steinbruch am Leithaberg. Sein Lehrherr organisierte den Steinmetz-Großauftrag beim Bau des neuen Gebäudes in der Wiener Hofburg, dem Leopoldinischen Trakt. Der Kaiserstein, ein harter Kalkstein, zeigte erneut seine besondere Stellung. Der Meister war Pächter des Waldbruches mit ebendiesem Stein, mit dem schon die Römer gearbeitet hatten. 1670 erfolgte Martins Trumlers Freisprechung zum Gesellen.

### Heirat in den Ferrethi-Clan
1680 endete die 28-jährige Ära des Ambrosius Regondi als Richter, sein Nachfolger wurde Ferrethi. Der Hofsteinmetzmeister Ferrethi schätzte die Leistung seines Gesellen so sehr, dass er den Ehepakt segnete, als dieser um die Hand seiner Tochter Maria Elisabetha anhielt. Martin Trumler errang 1684 die beste Partie im Steinbruch.

### Arbeit für die Fürsten Liechtenstein
Ferrethi bildete mit seinen beiden Schwiegersöhnen Giovanni Battista Passerini und Martin Trumler eine Baugesellschaft und konnte große Aufträge annehmen. Als er am 22. Februar 1696 mit 69 Jahren verstarb, ehelichte die wohlhabende Witwe Catharina, 56 Jahre alt, den österreichischen Gesellen Johann Georg Haresleben, 25-jährig, aus Eggenburg. 1708 heiratete der 37-jährige Witwer Haresleben die Tochter von Martin Trumler, Regina, später bekannt als Maria Regina Sünnin. 

### Steuerliste 1699
In einer Steuerliste von 1699 gab Trumler an: 1 Steinbruch, 3 Häuser, 4 Kühe.

### Tod
Seine Frau Maria Elisabetha Trumlerin war im Frühling 1705 mit ihrem fünften Kind schwanger, da starb am 20. März Martin Trumler im 54. Lebensjahr. Der Junge Maximilian wurde am 6. Oktober 1705 geboren.
Die Witwe heiratete am 14. November 1706 den deutschen Gesellen Elias Hügel aus Gemünden am Main. Einer der Trauzeugen war der Wiener Steinmetzmeister Johann Carl Trumler. Den Lebensdaten nach könnte er ihr Schwager gewesen sein.
Ihr Vater hatte den Jungen Elias Hügel als Lehrling aufgenommen, der hatte dann bei ihrem Mann ausgelernt. Er war mit 25 Jahren nur 6 Jahre älter als ihr ältester Sohn Franz Trumler. Dieser dingte beim derzeitigen Richter Giovanni Battista Passerini, seinem Onkel, als Lehrjunge auf, seine Freisprechung erfolgte 1704. Es ist anzunehmen, dass Franz gehofft hatte, das Steinmetzhandwerk des Vaters zu übernehmen, dessen Ableben änderte das alles.
Das Epitaph von Martin Trumler befindet sich neben dem Arkadengang der Kaisersteinbrucher Kirche. Der Text lautet: ALLHIER RUHET DER EHRSAME HERR MARTIN TRUMLER / GEWESTER STEINMETZMEISTER ALLHIER / SEINES ALTERS 54 JAHR / IST GESTORBEN DEN 20. MARTII ANNO 1705 / GOTT VERLEIHE IME EIN FRÖLIGE AUFFERSTEHUNG UND UNS EIN SELLIGES ENT. AMEN.

## Werke
- 1665–1680: Hofburg Wien, Leopoldinischer Trakt; große Gesimse, Stiegenstufen, Sockel, Platten; als Lehrbub mit Ambrosius Ferrethi und Camillo Rezi, Architekt Filiberto Lucchese. (Im Februar 1668 brannte der fertiggestellte Bau ab. Neuaufbau Architekt Giovanni Pietro Tencalla.)
- 1689: Gartenpalast Liechtenstein in der Rossau, mit seinem Schwiegervater Ferrethi und Schwager Giovanni Battista Passerini; große Pfeiler, Portale, Säulen. (Auftragsvolumen 50.000 Gulden)
- 1691–1699: Stadtpalais Kaunitz-Liechtenstein, wie oben, Prunktreppe, Portale Säulen; für Graf Dominik Andreas I. von Kaunitz, der verkaufte 1694 an Adam Andreas Fürst Liechtenstein

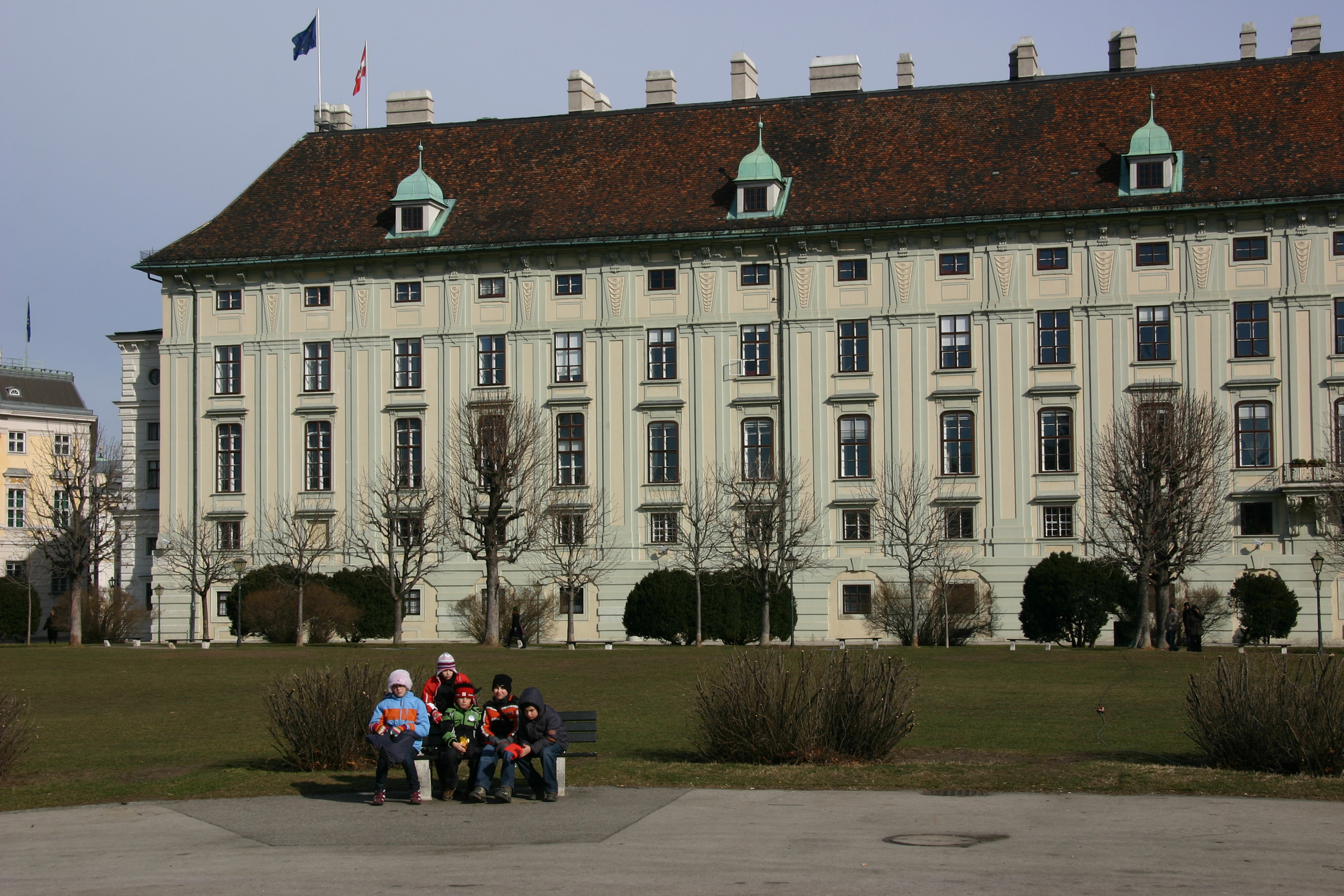
Hofburg, Leopoldinischer Trakt
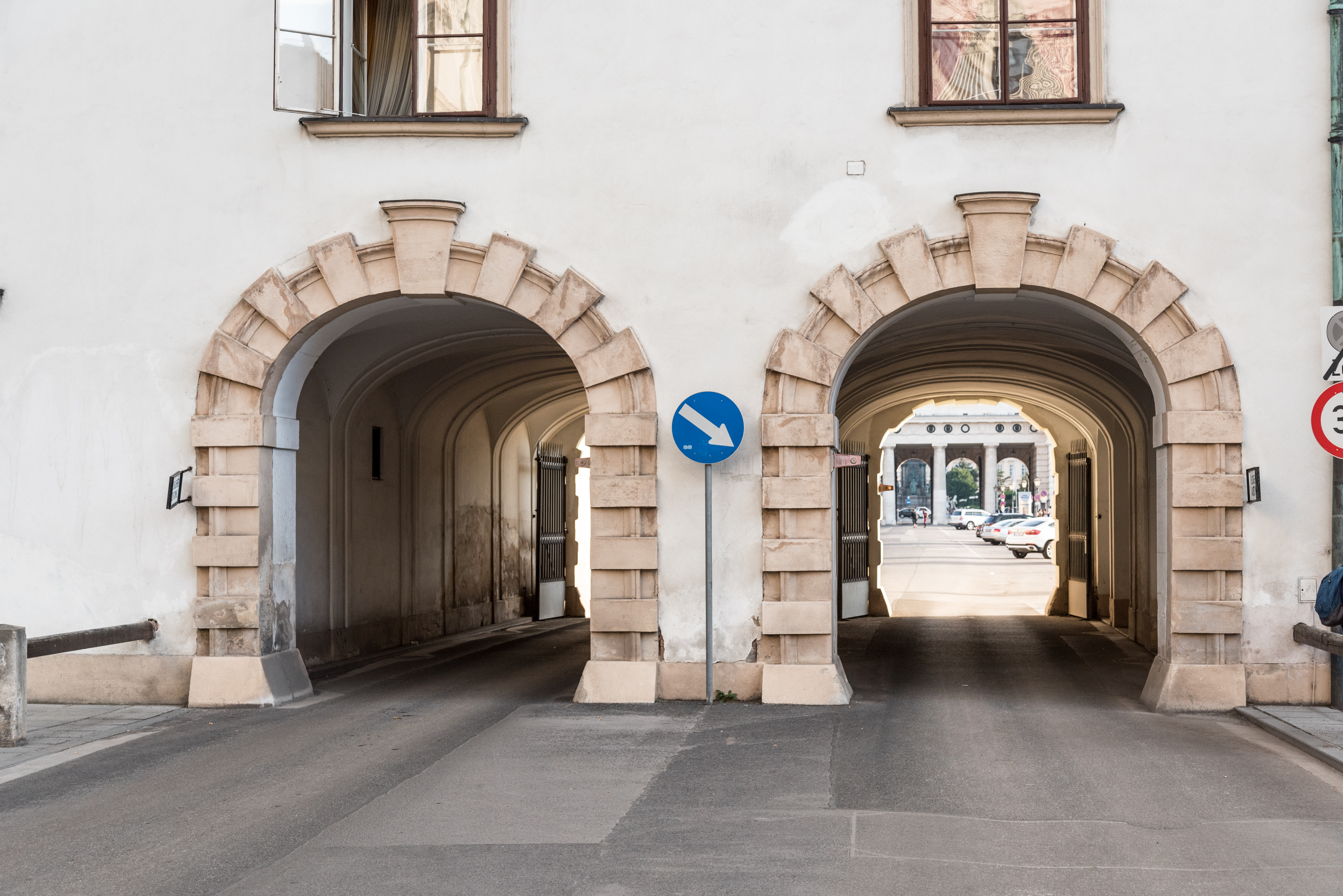
Steintore
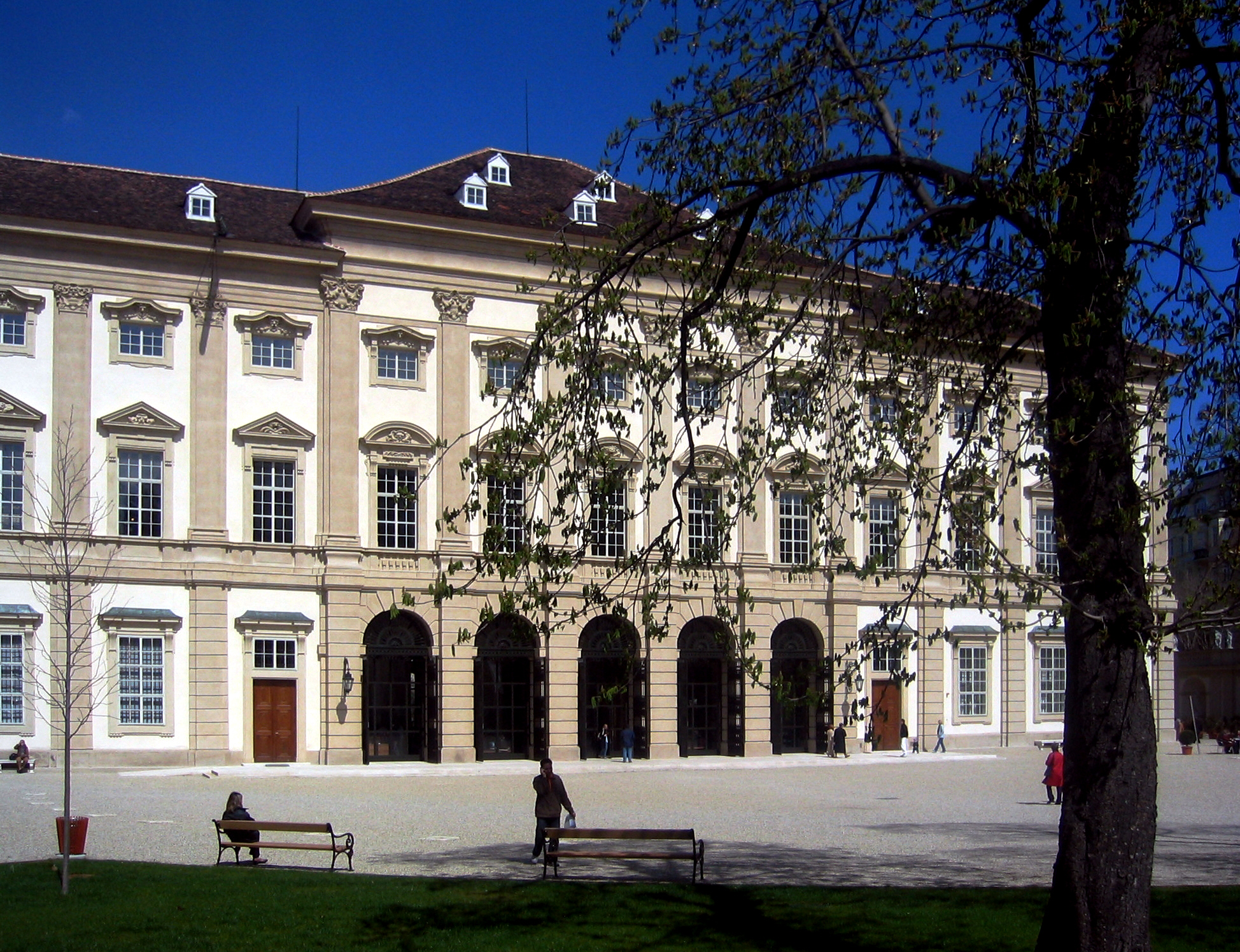
Gartenpalais Liechtenstein
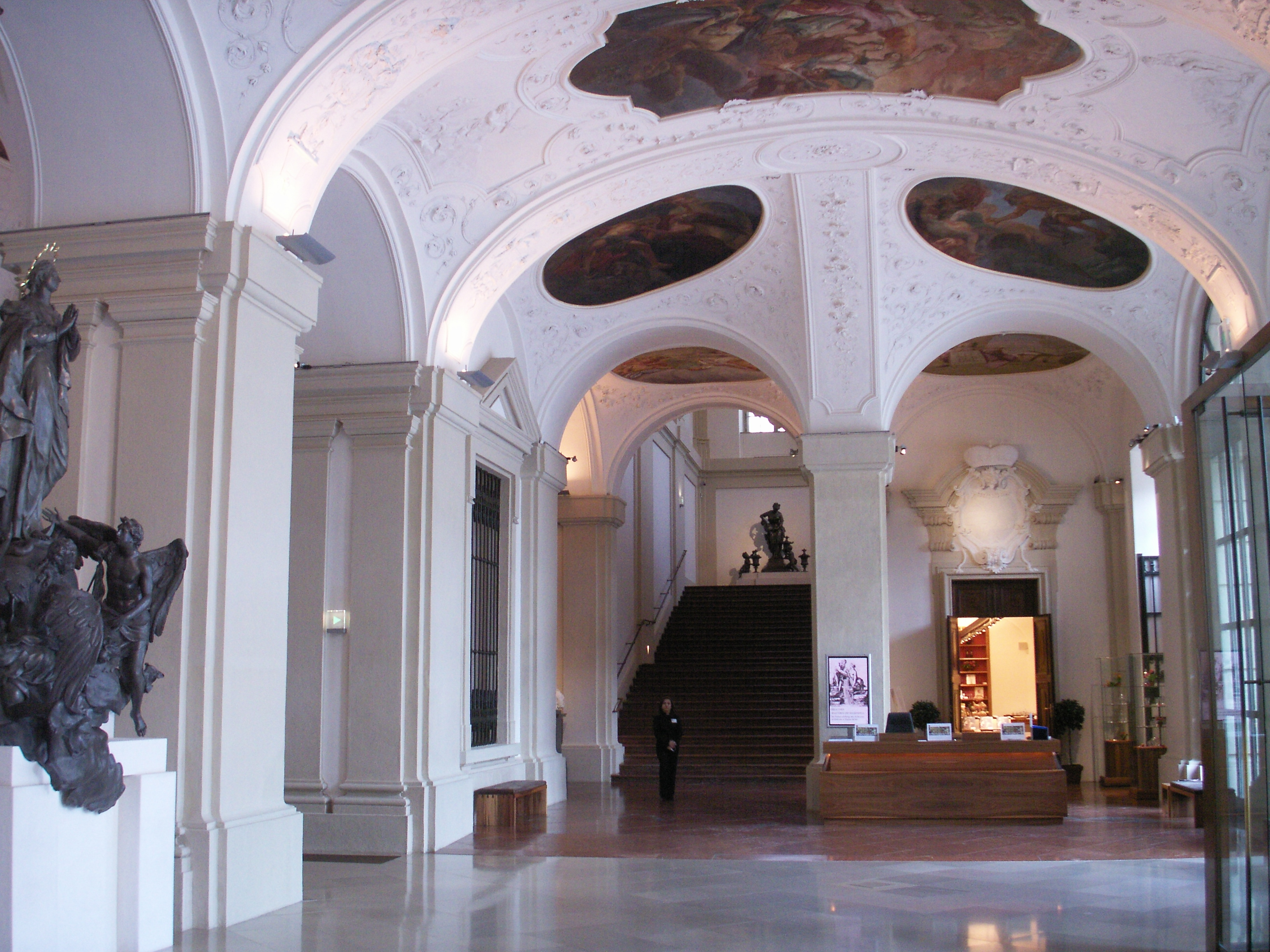
Aula des Museums
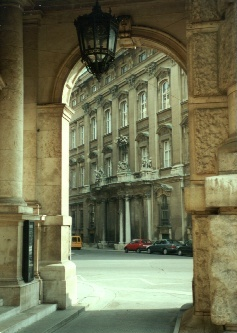
Blick zum
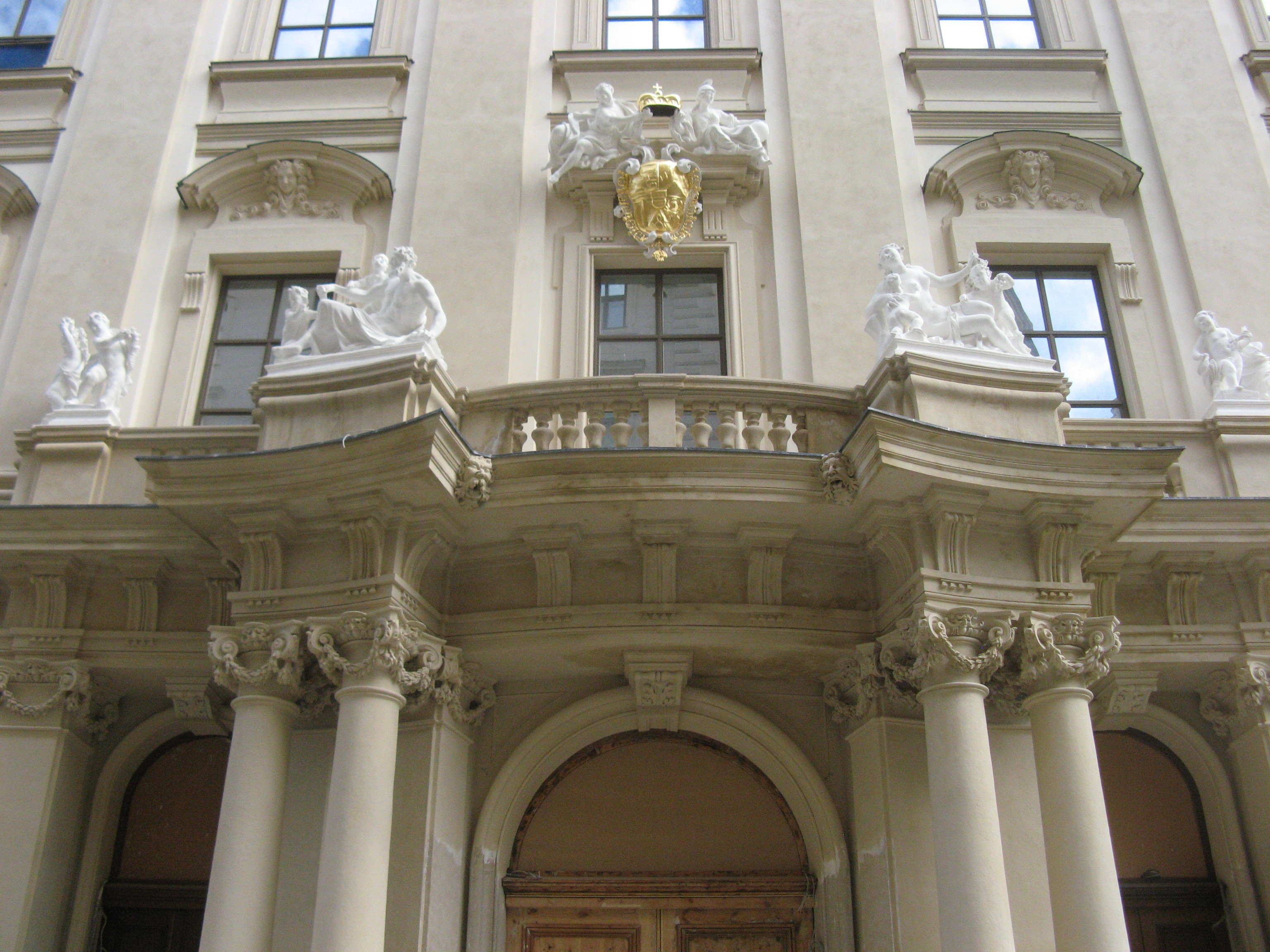
Stadtpalais Liechtenstein
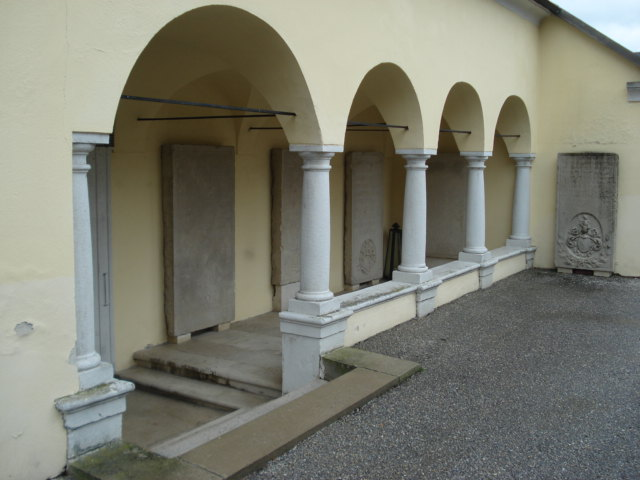
Kaisersteinbruch Kirche re. Trumler Epitaph

## Archivalien
- Archiv des Kunsthistorischen Museums Wien: Hofkünstler und Handwerker. Trumler Arbeiten für Fürst Liechtenstein.
- Wiener Stadt- und Landesarchiv: Steinmetzakten.
- Stift Heiligenkreuz Archiv: Kirchenbücher, Register, Inventur des Martin Trumler.